# جورج كاتلين
جورج كاتيلن (26 يوليو، 1796- 23 ديسمبر، 1872) كان رساما، ومؤلفا، ورحالة أميركي أختص بتصوير السكان الأصليين في الولايات المتحدة في الغرب القديم. سافر إلى الغرب الأمريكي خمس مرات خلال عام 1830، وهو أول رجل أبيض صور الهنود في سهول أراضي وطنهم.   

## سيرته الذاتية

### السنوات الأولى

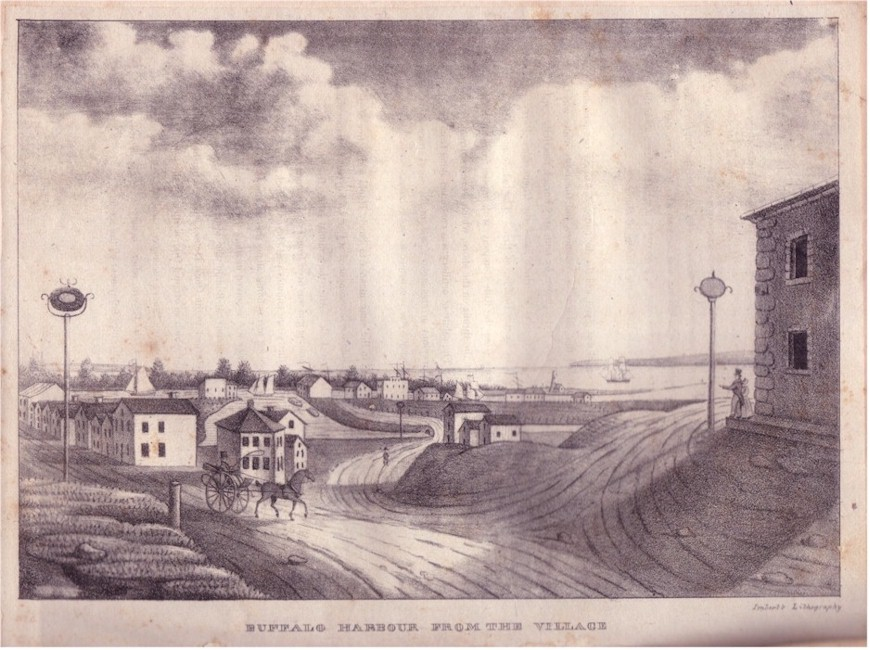
طباعة حجرية لجورج كاتلين لمدينة بافالو هاربور، 1825.

ولد جورج كاتلين في ويلكس بار بمقاطعة لوزيرن في ولاية بنسلفانيا. ترعرع كاتلين وعاش طفولته في ولاية بنسلفانيا، وقضى ساعات طويلة في صيد الأسماك، والبحث عن التحف الهندية الأميركية. كانت والدته سبب انجذابه للهنود الحمر، حيث كانت تروي له قصص عن الحدود الغربية وكيف اعتقلتها قبيلة عندما كانت فتاة صغيرة. وبعد سنوات، جاءت مجموعة من الهنود الحمر من فيلادلفيا مرتدين ثياباً ملونة وتركوا انطباعاً قوياَ لدى كاتلين.

## مشواره المهني
تضمن عمله في البداية النقوش المستمدة من الطبيعة لمواقع على طول الطريق من قناة إيري في ولاية نيويورك. وقد نشرت العديد من الاداءات له في واحد من الكتب المطبوعة لأول مرة باستخدام الطباعة الحجرية. أعدت مذكرات د.كولدين كادوالدر بناءً على طلب من لجنة من المجلس العام لمدينة نيويورك، وقدمت إلى عمدة المدينة، أثناء الاحتفال بإتمام قنوات نيويورك التي نشرت في عام 1825 مع الصور الأولى لمدينة بافالو. 
أنتج كاتلين مجوعتين رئيسيتين من اللوحات للهنود الحمر بعد فترة عمله القصيرة كمحامي، ونشر سلسلة من الكتب التي تؤرخ أسفاره بين السكان الأصليين لأمريكا الشمالية، والوسطى، وأمريكا الجنوبية. أعاد حملة لويس وكلارك الشهيرين شائك من البقايا الأثرية 1804 - 1806 كان يملكها صديقه تشارلز ويلسون بيل. ويدعي بأن اهتمامه «بتلاشي العرق» في أميركا قد كان بسبب زيارة الوفد الهندي الأمريكي لمدينة فيلادلفيا، وقد شرع بتسجيل مظهر وعادات سكان أميركا الأصليين. 

### وليام كلارك

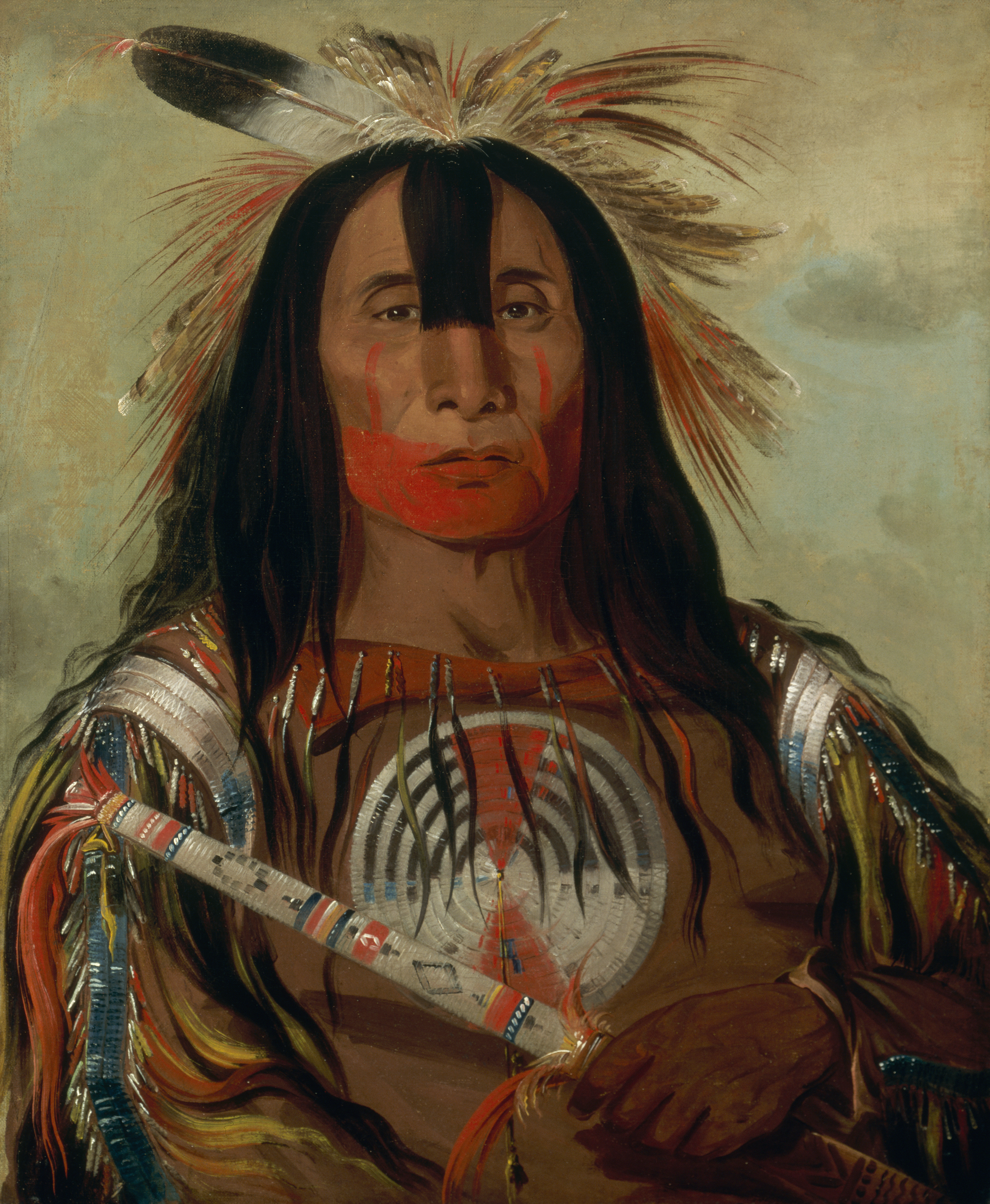
تعتبر لوحة "Buffalo Bull's Back Fat" لقائد سلالة الهنود الحمر من أفضل أعمال جورج كاتلين.

بدأ كاتلين رحلته في عام 1830 عندما رافق الجنرال وليام كلارك في مهمة دبلوماسية حتى نهر المسيسيبي إلى أراضي الأمريكيون الأصليون. وأصبحت سانت لويس قاعدة كاتلين للعمليات لمدة خمس رحلات تولاها ما بين عام 1830 و 1836. صعد بعد عامين نهر ميزوري
لأكثر من 3000 كم إلى حصن مركز اتحاد التجارة، والتي هي الآن بالقرب من حدود داكوتا-مونتانا الشمالية، وأمضى عدة أسابيع بين السكان الأصليين الذين كانوا لا يزالون بمنأى عن الحضارة الأوروبية. وقد زار ثمانية عشر قبيلة بما في ذلك باوني، أوماها، وبونكا في الجنوب وماندان، هيداتسا، شايان، الغراب، أسينيبوين، وقبائل أخرى من الهنود الحمر في الشمال صوّر هناك الصور الأكثر إشراقاً وجمالاً في حياته المهنية. كما رسم أكثر من 500 لوحة وجمع مجموعة كبيرة من القطع الأثرية خلال رحلة لاحقة له على طول طريق أركنساس، والنهر الأحمر، وأنهار ولاية ميسيسيبي، وكذلك زيارته للبحيرات العظمى بولاية فلوريدا.

### المعرض الهندي

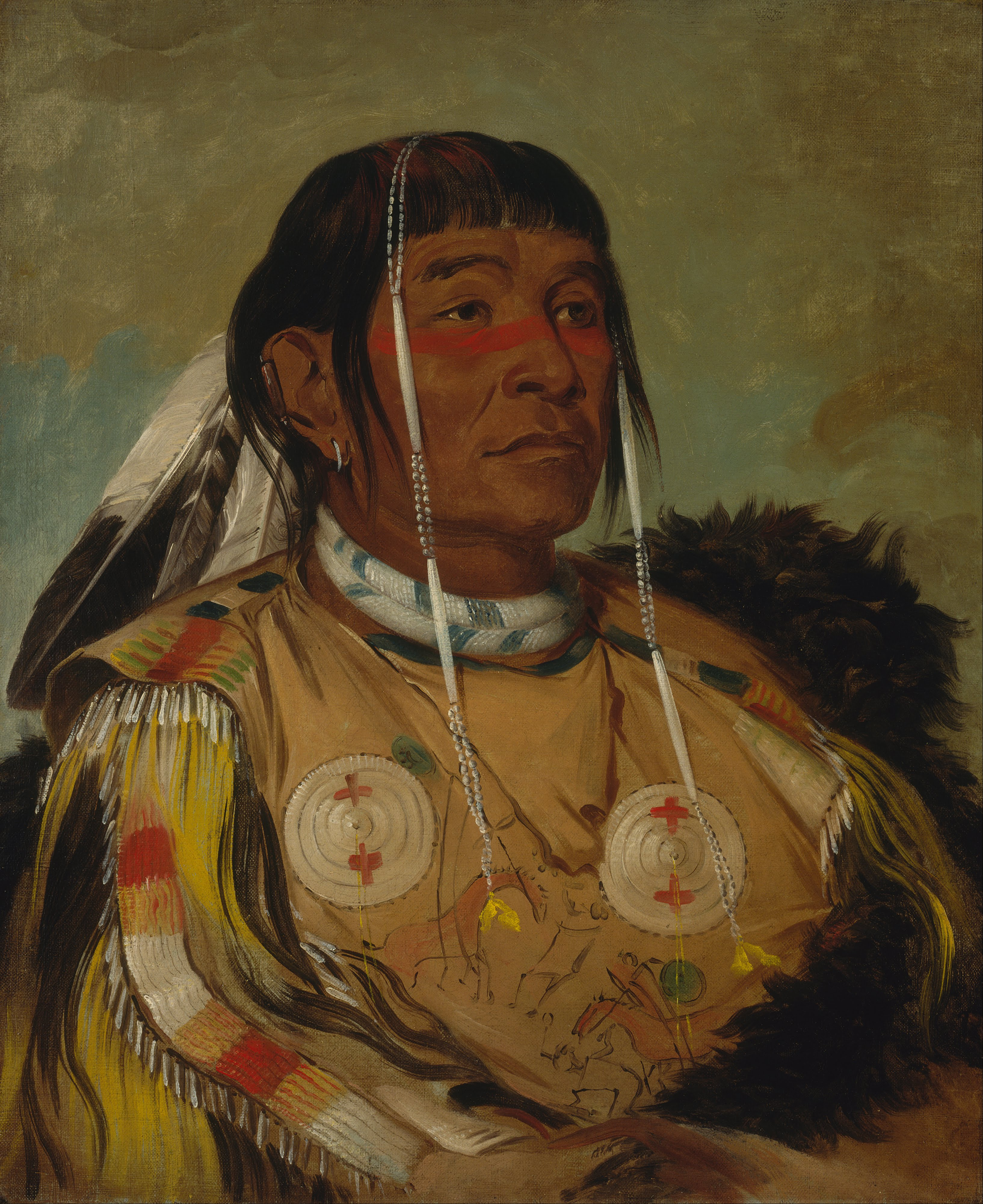
رسمه لـSha-có-pay قائد قبيلة أجيبوي، رسمت في حصن الاتحاد في عام 1832

عندما عاد كاتلين إلى الشرق في عام 1838، قال انه جمع اللوحات والعديد من القطع الأثرية في معرضه الهندي، وبدأ بإلقاء المحاضرات العامة التي تحدث فيها عن ذكرياته الشخصية خلال عيشه بين الهنود الحمر. سافر كاتلين بمعرضه الهندي إلى العديد من المدن الرئيسية مثل بيتسبرغ، سينسيناتي، ونيويورك. علق لوحاته جنباً إلى جنب، وواحدة فوق الأخرى. يتعرف الزوار على كل لوحة من خلال العدد الموجود على الإطار، كما هو موضح في الفهرس. بدأ كاتلين بعد ذلك بوقت قصير بمحاولة بيع مجموعته لحكومة الولايات المتحدة. كان كاتلين بحاجة إلى البقاء قوياً من الناحية المالية ولكن تجواله بالمعرض الهندي لم يجذب العامة للشراء، كما رفض كونغرس الولايات المتحدة التماسه الأولي لشراء الأعمال. 
نقل كاتلين مجموعته في عام 1839 عبر المحيط الأطلسي للقيام بجولة في العواصم الأوروبية. اتستقطب كاتلين الكثيرين إلى معرضه الهندي في لندن، وبروكسل، وباريس. أبدى الناقد الفرنسي شارل بودلير رأيه على لوحات كاتلين فقال«لقد أعاد كاتلين الفخر والمجد والمروءة لشخصية هؤلاء الزعماء إلى الحياة.» 
أراد كاتلين أن يبيع لوحاته لحكومة الولايات المتحدة حتى يكون له عمل محفوظ، ولكن فشلت محاولاته المستمرة لإقناع مختلف المسؤولين في واشنطن العاصمة لشراء المجموعة. في عام 1852 اضطر لبيع المعرض الأصلي الذي احتوى على 607 لوحات، وذلك بسبب الديون الشخصية. أقتنى المنتج الصناعي جوزيف هاريسون اللوحات والتحف التي تم تخزينها في مصنع في فيلادلفيا كضمان.
 قضى كاتلين السنوات العشرون الأخيرة من حياته في محاولة إعادة إنشاء مجموعته، وإعادة صياغة أكثر من 400 لوحة. وتعرف هذة المجموعة الثانية من اللوحات باسم «مجموعة كارتون،» حيث أن العمل يعتمد على الخطوط العامة التي رسمها في أعماله عام 1830.

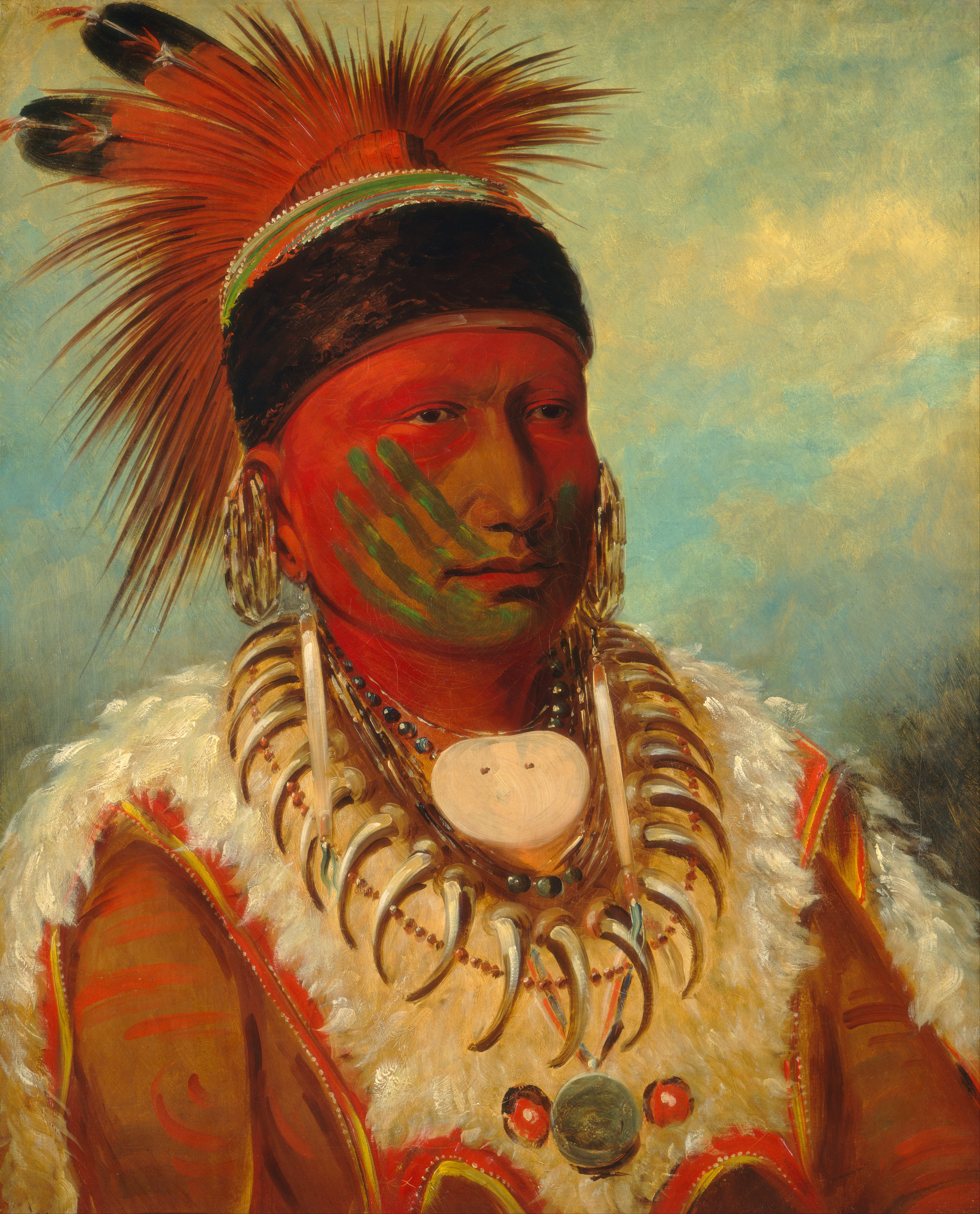
لوحة للسحابة البيضاء وهو قائد رئيس ولاية آيوا.

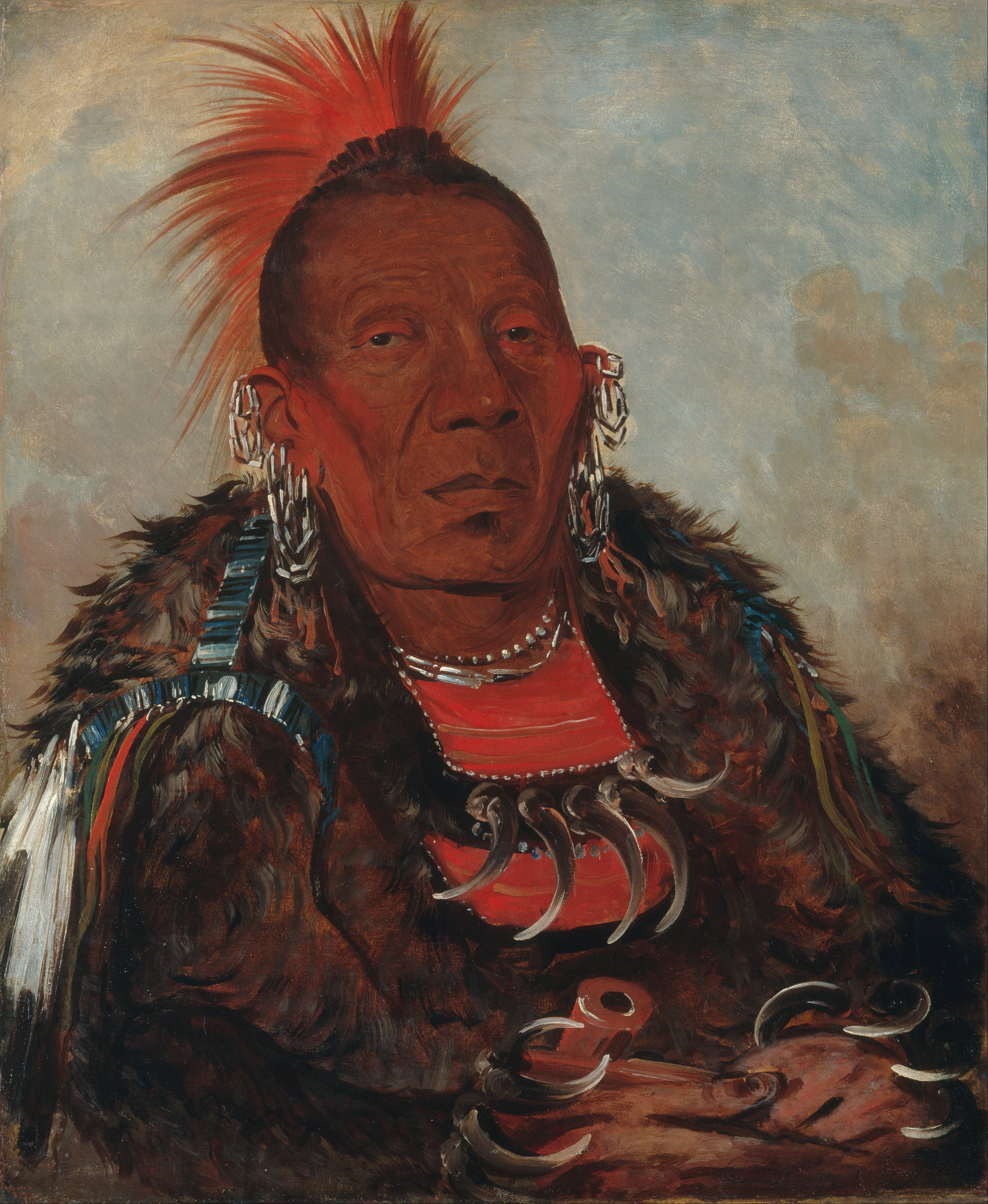
لوحة واه رو ني (الاستسلام) وهو زعيم قبيلة اوتو، التي رسمها جورج كاتلين عام 1832.

نشر كاتلين في عام 1841 عادات الهنود الحمر، وتقاليدهم، وظروفهم في أمريكا الشمالية، في مجلدين مع ما يقارب 300 طبعة. ونشر بعد ثلاث سنوات 25 لوحة بعنوان ملف كاتلين للهنود الحمر في أمريكا الشمالية، وفي عام 1848 هاجر إلى أوروبا وأقام هناك. أصبح كاتلين كثير السفر بين أمريكا الجنوبية وأمريكا الوسطى في عام 1852 إلى 1857، وعاد لاحقا لمزيد من الاكتشافات في الغرب الأقصى. كما عاش كاتلين في السنوات اللاحقة في لاس رامبلاس بين الهنود الحمر في جبال روكي والأنديز (1868). 
سافر كاتلين إلى واشنطن العاصمة في عام 1872 بدعوة من جوزيف هنري، والسكرتير الأول للسميثسونيان. حتى وفاته في وقت لاحق من ذلك العام في جيرسي سيتي بولاية نيو جيرسي، عمل كاتلين في الاستوديو في سميثسونيان «القلعة». تبرعت أرملة هاريسون في عام 1879 بالمعرض الهندي الأصلي، بأكثر من 500 عمل، جنبا إلى جنب مع الأعمال الفنية الآخرى إلى مؤسسة سميثسونيان.
المجموعة المتبقية من المعرض الهندي الأولي لكاتلين من عام 1830، هي الآن جزء من مجموعة متحف الفن الأميركي في سميثسونيان. وضعت أعمال كاتلين في مجموعة الأنثروبولوجيا (علم الأجناس البشرية) في المتحف الوطني للتاريخ الطبيعي في مؤسسة سميثسونيان بمدينة واشنطن. ووضع 700 عمل آخر له في المتحف الأمريكي للتاريخ الطبيعي بمدينة نيويورك. كما وضعت أعماله في متحف جامعة بنسلفانيا ضمن مجموعة الآثار والأنثروبولوجيا (علم الأجناس البشرية). كما أحتوت مكتبة هنتنغتون في سان مارينو بولاية كاليفورنيا أيضا على 239 من الرسوم التوضيحية لكاتلين عن الهنود الحمر بالشمال والجنوب، فضلا عن غيرها من المواد التوضيحية والمخطوطات التي كتبها كاتلين. 

### أعمال أخرى
أصدر لكاتلين كتاب غريب بعنوان اغلق فمك وبحلول عام 1882 أصدر منه الطبعة الثامنة. حيث كتب فيه مقال خطير يشير إلى أن جميع أنواع العلل تنشأ لدى الاشخاص الغير جادين وكثيروا الثرثرة الذين لا تحتفظ أفواههم عادة بشيء. صفحة العنوان من الطبعة الثامنة تقول "جورج كاتلين، مؤلف كتاب" ملاحظات من سافر إلى الهنود الحمر الخ، الخ." يظهر الفاكس من التوقيع على الصفحة الأخيرة من الكتاب. بِيّن الكاتب أن كثرة الحديث ضارة وينبغي أن لا تفتح الأفواه إلا لغرض. أمتدت عدد صفحات الكتاب إلى 102 صفحة. ووقع مذكرة في نهاية الطبعة الثامنة "المؤلف، ريو غراندي، البرازيل، 1860".

## العائلة

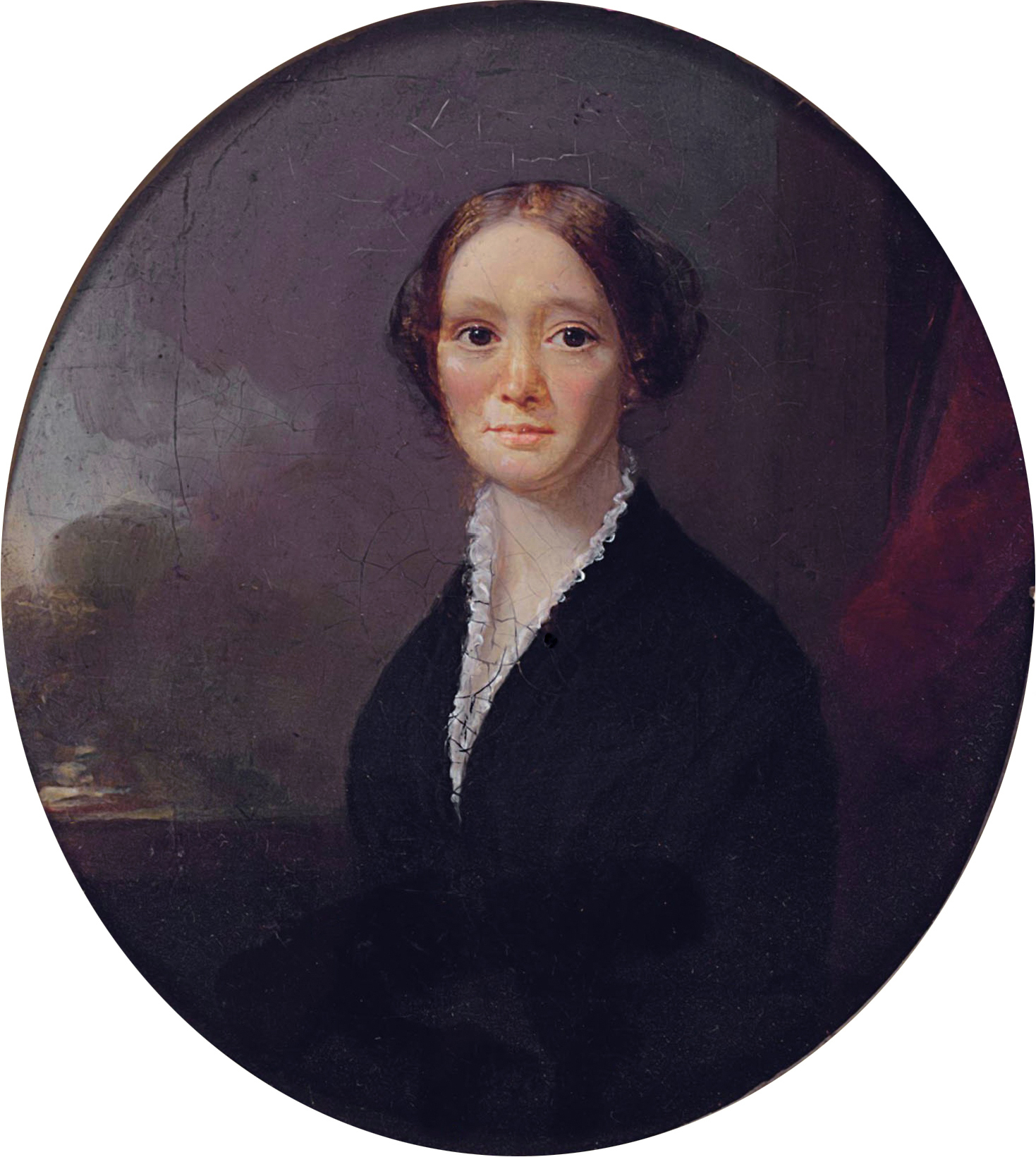
جورج لينين، كلارا بارتليت غريغوري كاتلين، كاليفورنيا. 1840

التقى جورج كاتلين بكلارا بارتليت غريغوري في عام 1828 في مسقط رأسها في ألباني، نيويورك. وقالت بعد زواجهما انها رافقته في واحدة من رحلاته إلى الغرب. وأنجبت منه أربعة أطفال. توفيت كلارا وابنها الأصغر أثناء زيارته لباريس في عام 1845.

## المعرض

القبائل
متنزه هندي من عام 1846-1850
رقص في المنتزه 1834 1834
مهاجمة الدببة
آه ياو ني تاك أور رون
مراسم مندان أو كي با في مسرح التقطيع 1832
الدب الصغير، هونكبابا الشجاع 1832
-وي جون جوون
رعي الجاموس 1845
طباعة حجرية للاعبين لاكروس

## روابط خارجية
- جورج كاتلين على موقع الموسوعة البريطانية (الإنجليزية)
- جورج كاتلين على موقع إن إن دي بي (الإنجليزية)

## روابط أضافية
- مؤلفات George Catlin في مشروع غوتنبرغ
- أعمال أو نبذة عن جورج كاتلين على أرشيف الإنترنت